# Coave

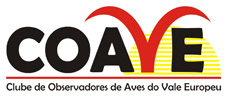
Logomarca do COAVE 2009

O Clube de Observadores de Aves do Vale Europeu - COAVE é uma OSCIP (Organização da Sociedade Civil de Interesse Público), fundada em 2002, em Blumenau-SC, com o objetivo de promover a prática da atividade de observação de aves na região, oferecendo gratuitamente palestras sobre educação ambiental para escolas da região, atividades de campo aos interessados na prática, e também visando o desenvolvimento do potencial turístico que a atividade possui.

## Finalidades do COAVE
São finalidades do Clube de Observadores de Aves do Vale Europeu - COAVE:
- - Desenvolver atividade ambiental;
  - Promover o voluntariado;
  - Desenvolver um sistema complementar e alternativo de sustentabilidade ambiental;
  - Estimular e promover ações que visem o desenvolvimento do turismo sustentável, a partir dos objetivos do Clube, como uma atividade turística;
  - Desenvolver modelo de sustentabilidade ambiental integrada a turismo de observação;
  - Organizar atividades como: treinamentos, cursos, seminários, feiras e eventos;
  - Congregar pessoas interessadas em ornitologia e matérias correlatas, por meio de intercâmbio de ideias e de cooperação mútua;
  - Estimular e promover a realização de estudos ornitológicos, criando as condições materiais e humanas necessárias para sua execução e divulgação de seus resultados;
  - Constituir-se como entidade ativa frente às questões relativas à conservação da natureza em geral e da avifauna em particular, apoiando e aliando-se a outras entidades ornitológicas e conservacionistas;
  - Estimular junto à sociedade civil o interesse pela ornitologia, bem como pela conservação da natureza em geral e da avifauna em particular.

## História do COAVE
O Clube de Observadores de Aves do Vale Europeu - COAVE foi fundado no ano de 2002, através de uma parceria entre o curso de Turismo da Associação Educacional Leonardo da Vinci (ASSELVI), hoje Centro Universitário Leonardo da Vinci (Uniasselvi), e a Organização Regional de Turismo - ORT, entidades movidas pela prática do ecoturismo na região. Nesse processo de implantação, dois registros merecem destaque: na concepção do projeto, a orientação e o estímulo da Organização Regional de Turismo – ORT foram fatores decisivos para dar rumo e talhar o tipo de organização a ser moldada; e, também, todo o apoio institucional da Uniasselvi, que propiciou os meios para a criação, implantação e operacionalização da nova entidade.
Aos pioneiros, inicialmente integrantes do curso de Turismo, juntaram-se professores e funcionários da Uniasselvi e outras pessoas da comunidade que participaram de um curso básico de observação de aves, promovido pelo Cemavi, sob a coordenação do biólogo gaúcho Márcio Efe, no Parque Ecológico Spitzkopf, criando, assim, o ambiente fértil para que a ideia inicial prosperasse. A partir desse momento foi fundamental a presença, em todos os instantes, da direção da Uniasselvi. Surgiu então, o Clube de Observadores de Aves do Vale Europeu - COAVE.
Dentre as atividades do Clube, possuidor do status de OSCIP podemos citar: atividades em campo para observação de aves, cursos voltados ao trade turístico, palestras gratuitas nas escolas da região, projetos de Educação Ambiental em geral. Para oferecer um embasamento teórico e também uma maneira de dar continuidade no aprendizado do tema, o COAVE editou, em 2004, um guia de aves da região, auxiliando de forma inovadora o desenvolvimento da atividade e alcançando juntamente com seus associados mais um dos seus objetivos.
Nos anos de 2007 e 2008, o COAVE trabalhou em parceria com o Centro Universitário Leonardo da Vinci – Uniasselvi na execução do serviço de observação da composição e dinâmica das aves nos municípios do Aproveitamento Hidrelétrico (AHE) – Salto Pilão. O serviço fez parte do programa de Apoio ao Ecoturismo desenvolvido pelo Centro Universitário Leonardo da Vinci – Uniasselvi para o Consórcio Empresarial Salto Pilão – CESAP, e colaborou com levantamento de áreas próprias para a prática da atividade e a capacitação de agentes das comunidades de Apiúna, Ibirama, Lontras e Presidente Getúlio, para a prática da atividade e condução de grupos de observadores de aves.
Já no ano de 2009, realizou duas importantes Consultas Populares, que elegeram "Aves Símbolos Ambientais" nos municípios catarinenses de Indaial e Brusque; no mesmo ano, desenvolveu ainda diversas atividades, principalmente direcionadas à Educação Ambiental nas escolas. Os resultados de 2009 não poderiam ser melhores: ao todo, os envolvidos nas atividades do clube somam, neste momento, aproximadamente 42.000 pessoas.